# 영생탑

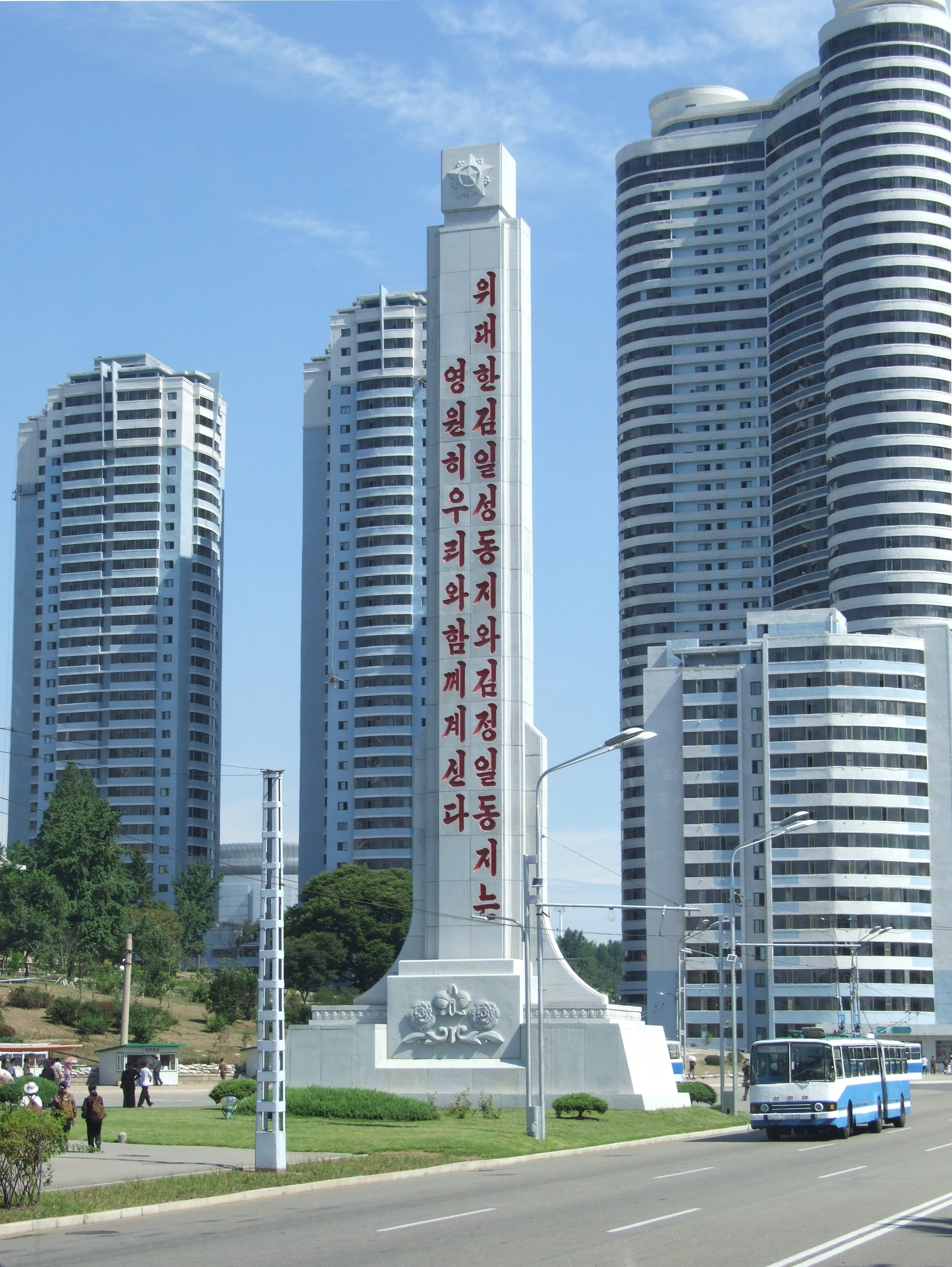
영생탑

영생탑(永生塔)은 북한 곳곳에 세워진 탑이다. 잘 알려진 탑은 평양에 있으며, “위대한 김일성 동지와 김정일 동지는 영원히 우리와 함께 계신다”라고 적혀 있다.